# ديك راوش
ديك راوش (بالإنجليزية: Dick Rauch)‏ هو لاعب كرة قدم أمريكية أمريكي، ولد في 15 يوليو 1893 في هاريسبرج في الولايات المتحدة، وتوفي بنفس المكان في 1 أكتوبر 1970.